# Марьино (Чагодощенский район)
Марьино — деревня в Чагодощенском районе Вологодской области.
Входит в состав Белокрестского сельского поселения, с точки зрения административно-территориального деления — в Белокрестский сельсовет.
Расположена на берегах реки Ратца. Расстояние по автодороге до районного центра Чагоды — 15 км, до центра муниципального образования села Белые Кресты — 7 км. Ближайшие населённые пункты — Белые Кресты, Залужье, Лешутино.
По переписи 2002 года население — 31 человек (15 мужчин, 16 женщин). Всё население — русские.